# Triancyra minuta
Triancyra minuta är en stekelart som först beskrevs av Joseph Augustine Cushman 1933.  Triancyra minuta ingår i släktet Triancyra och familjen brokparasitsteklar. Inga underarter finns listade i Catalogue of Life.